# PowerBook Duo 270c
Il PowerBook Duo 270c è un computer portatile prodotto da Apple Computer nel 1993 e dismesso l'anno successivo.